# Bepink
El Bepink (codi UCI: BPK) és un equip ciclista femení italià. Creat al 2012, té categoria UCI Women's Continental Team.

## Classificacions UCI

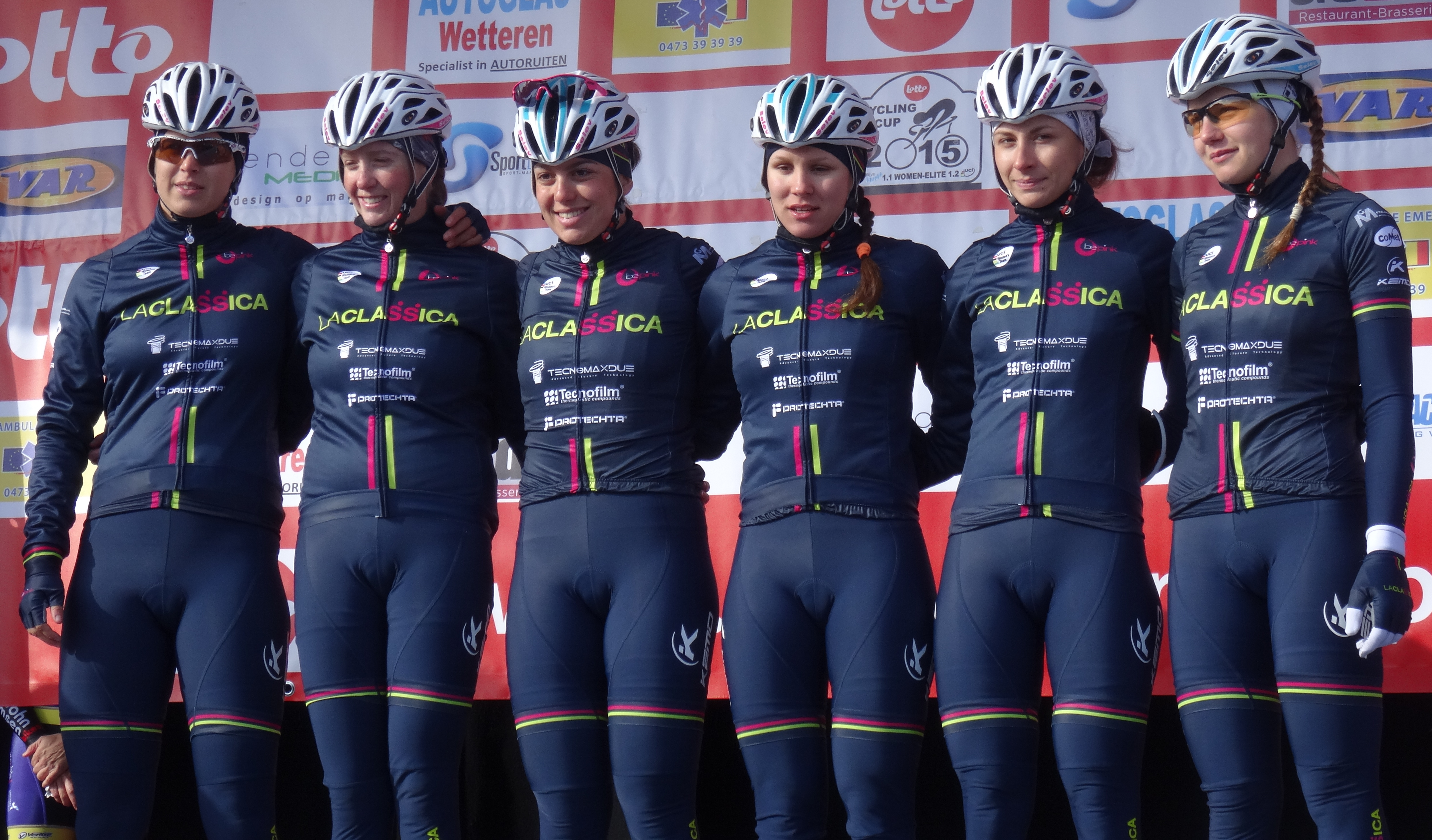
L'equip al 2015

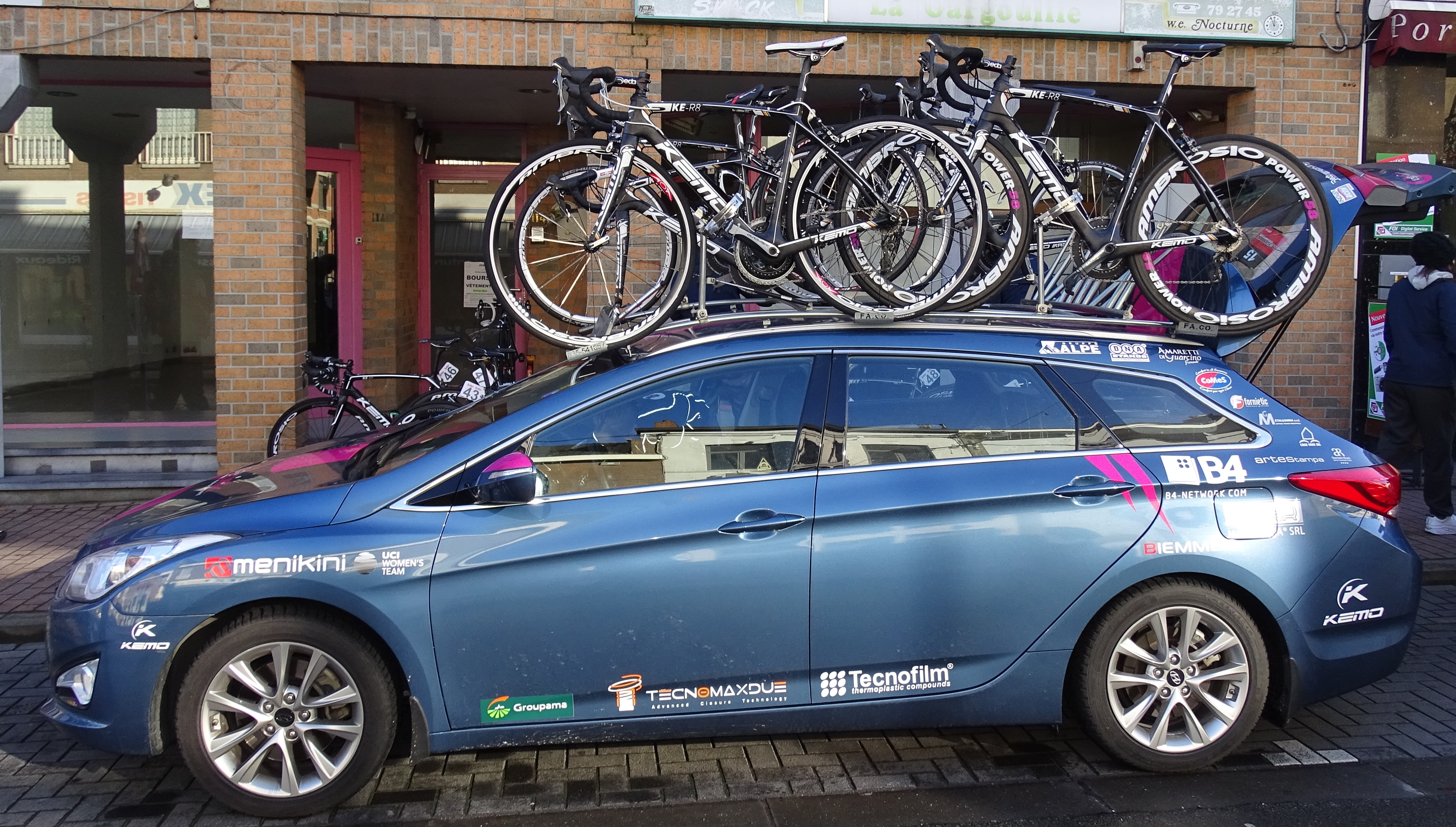
Vehicle de l'equip al 2016

Aquesta taula mostra la plaça de l'equip a la classificació de la Unió Ciclista Internacional a final de temporada i també la millor ciclista en la classificació individual de cada temporada.
| Rànquing UCI | Rànquing UCI     | Rànquing UCI                 | Rànquing UCI |
| Any          | Rànquing d'equip | Millor ciclista al rànquing  |              |
| ------------ | ---------------- | ---------------------------- | ------------ |
| 2012         | 6è               | Alena Amialiússik (21è)      |              |
| 2013         | 10è              | Alena Amialiússik (14è)      |              |
| 2014         | 9è               | Alena Amialiússik (10è)      |              |
| 2015         | 16è              | Amber Neben (28è)            |              |
| 2016         | 10è              | Olga Zabelínskaia (27è)      |              |
| 2017         | 18è              | Olga Zabelínskaia (59è)      |              |
| 2018         | 19è              | Erica Magnaldi (53è)         |              |
| 2019         | 32è              | Tatiana Guderzo (84è)        |              |
| 2020         | 26è              | Silvia Zanardi (80è)         |              |
| 2021         | 20è              | Silvia Zanardi (71è)         |              |
| 2022         | 26è              | Silvia Zanardi (52è)         |              |
| 2023         | 29è              | Silvia Zanardi (138è)        |              |
| 2024         | 25è              | Monica Trinca Colonel (112è) |              |
|              |                  |                              |              |
| Font: UCI    |                  |                              |              |

Del 2012 al 2015 l'equip va participar en la Copa del món
| Copa del Món | Copa del Món     | Copa del Món                | Copa del Món |
| Any          | Rànquing d'equip | Millor ciclista al rànquing |              |
| ------------ | ---------------- | --------------------------- | ------------ |
| 2012         | 11è              | Alena Amialiússik (38è)     |              |
| 2013         | 13è              | Alena Amialiússik (16è)     |              |
| 2014         | 11è              | Alena Amialiússik (19è)     |              |
| 2015         | 16è              | Anastassia Txulkova (91è)   |              |
|              |                  |                             |              |
| Font: UCI    |                  |                             |              |

A partir del 2016, l'UCI Women's WorldTour va substituir la copa del món
| UCI World Tour | UCI World Tour   | UCI World Tour               | UCI World Tour |
| Any            | Rànquing d'equip | Millor ciclista al rànquing  |                |
| -------------- | ---------------- | ---------------------------- | -------------- |
| 2016           | 18è              | Ilaria Sanguineti (60è)      |                |
| 2017           | 19è              | Olga Zabelínskaia (61è)      |                |
| 2018           | 19è              | Erica Magnaldi (42è)         |                |
| 2019           | 26è              | Tatiana Guderzo (92è)        |                |
| 2020           | 18è              | Silvia Zanardi (84è)         |                |
| 2021           | 29è              | Silvia Zanardi (150è)        |                |
| 2022           | 25è              | Matilde Vitillo (139è)       |                |
| 2023           | 29è              | Silvia Zanardi (166è)        |                |
| 2024           | 27è              | Monica Trinca Colonel (161è) |                |
|                |                  |                              |                |
| Font: UCI      |                  |                              |                |

## Composició de l'equip
| \| Llista de l'equip 2012 \| Llista de l'equip 2012 \| Llista de l'equip 2012 \| Llista de l'equip 2012 \| \| Ciclista \| Data de naixement \| Equip previ \| \| \| ----------------------------------------------- \| ---------------------- \| ------------------------------ \| ---------------------- \| \| Alice Algisi \| 10 de març de 1993 \| \| \| \| Alena Amialiússik \| 6 de febrer de 1989 \| ISD-Sport-Donetsk (2010) \| \| \| Noemi Cantele \| 17 de juliol de 1981 \| Garmin-Cervélo (2011) \| \| \| Giulia Donato (25 de juny–31 de des) \| 26 de setembre de 1992 \| Diadora-Pasta Zara (2012) \| \| \| Chiara Favaron Bissoli \| 16 de setembre de 1992 \| \| \| \| Simona Frapporti \| 14 de juliol de 1988 \| Top Girls-Fassa Bortolo (2011) \| \| \| Evelyn García Marroquín \| 29 de desembre de 1982 \| Fenixs (2009) \| \| \| Elke Gebhardt \| 22 de juliol de 1983 \| Noris cycling (2010) \| \| \| Oxana Kozonchuk \| 28 de maig de 1988 \| Diadora-Pasta Zara (2011) \| \| \| Iúlia Martíssova \| 15 de juny de 1976 \| Gauss (2011) \| \| \| Dalia Muccioli \| 22 de maig de 1993 \| \| \| \| Gloria Presti \| 29 de setembre de 1989 \| Top Girls-Fassa Bortolo (2011) \| \| \| Silvia Valsecchi \| 19 de juliol de 1982 \| Top Girls-Fassa Bortolo (2011) \| \| \| Petra Zrimšek \| 19 de maig de 1988 \| \| \| \| Rimma Luchshenko (1 de ago–31 de des, aprenent) \| 29 de abril de 1993 \| \| \| \| \| \| \| \| \| Font: UCI \| \| \| \| |                        |                                |  |
| Llista de l'equip 2012 |                        |                                |  |
| Ciclista | Data de naixement      | Equip previ                    |  |
| Alice Algisi | 10 de març de 1993     |                                |  |
| Alena Amialiússik | 6 de febrer de 1989    | ISD-Sport-Donetsk (2010)       |  |
| Noemi Cantele | 17 de juliol de 1981   | Garmin-Cervélo (2011)          |  |
| Giulia Donato (25 de juny–31 de des) | 26 de setembre de 1992 | Diadora-Pasta Zara (2012)      |  |
| Chiara Favaron Bissoli | 16 de setembre de 1992 |                                |  |
| Simona Frapporti | 14 de juliol de 1988   | Top Girls-Fassa Bortolo (2011) |  |
| Evelyn García Marroquín | 29 de desembre de 1982 | Fenixs (2009)                  |  |
| Elke Gebhardt | 22 de juliol de 1983   | Noris cycling (2010)           |  |
| Oxana Kozonchuk | 28 de maig de 1988     | Diadora-Pasta Zara (2011)      |  |
| Iúlia Martíssova | 15 de juny de 1976     | Gauss (2011)                   |  |
| Dalia Muccioli | 22 de maig de 1993     |                                |  |
| Gloria Presti | 29 de setembre de 1989 | Top Girls-Fassa Bortolo (2011) |  |
| Silvia Valsecchi | 19 de juliol de 1982   | Top Girls-Fassa Bortolo (2011) |  |
| Petra Zrimšek | 19 de maig de 1988     |                                |  |
| Rimma Luchshenko (1 de ago–31 de des, aprenent) | 29 de abril de 1993    |                                |  |
| |                        |                                |  |
| Font: UCI |                        |                                |  |

| \| Llista de l'equip 2013 \| Llista de l'equip 2013 \| Llista de l'equip 2013 \| Llista de l'equip 2013 \| \| Ciclista \| Data de naixement \| Equip previ \| \| \| ------------------------------------------ \| ---------------------- \| ------------------------------ \| ---------------------- \| \| Alice Algisi \| 10 de març de 1993 \| \| \| \| Alena Amialiússik \| 6 de febrer de 1989 \| ISD-Sport-Donetsk (2010) \| \| \| Alice Maria Arzuffi (19 de juny–31 de des) \| 19 de novembre de 1994 \| \| \| \| Noemi Cantele \| 17 de juliol de 1981 \| Garmin-Cervélo (2011) \| \| \| Giulia Donato \| 26 de setembre de 1992 \| Diadora-Pasta Zara (2012) \| \| \| Chiara Favaron Bissoli \| 16 de setembre de 1992 \| \| \| \| Simona Frapporti \| 14 de juliol de 1988 \| Top Girls-Fassa Bortolo (2011) \| \| \| Daniela Levi (18 de feb–31 de des) \| 13 de maig de 1992 \| \| \| \| Dalia Muccioli \| 22 de maig de 1993 \| \| \| \| Ilaria Sanguineti \| 15 de abril de 1994 \| \| \| \| Doris Schweizer \| 28 de agost de 1989 \| Fassa Bortolo-Servetto (2012) \| \| \| Silvia Valsecchi \| 19 de juliol de 1982 \| Top Girls-Fassa Bortolo (2011) \| \| \| Georgia Williams (18 de feb–31 de des) \| 25 de agost de 1993 \| \| \| \| Małgorzata Wojtyra \| 21 de setembre de 1989 \| \| \| \| Petra Zrimšek \| 19 de maig de 1988 \| \| \| \| \| \| \| \| \| Font: UCI \| \| \| \| |                        |                                |  |
| Llista de l'equip 2013 |                        |                                |  |
| Ciclista | Data de naixement      | Equip previ                    |  |
| Alice Algisi | 10 de març de 1993     |                                |  |
| Alena Amialiússik | 6 de febrer de 1989    | ISD-Sport-Donetsk (2010)       |  |
| Alice Maria Arzuffi (19 de juny–31 de des) | 19 de novembre de 1994 |                                |  |
| Noemi Cantele | 17 de juliol de 1981   | Garmin-Cervélo (2011)          |  |
| Giulia Donato | 26 de setembre de 1992 | Diadora-Pasta Zara (2012)      |  |
| Chiara Favaron Bissoli | 16 de setembre de 1992 |                                |  |
| Simona Frapporti | 14 de juliol de 1988   | Top Girls-Fassa Bortolo (2011) |  |
| Daniela Levi (18 de feb–31 de des) | 13 de maig de 1992     |                                |  |
| Dalia Muccioli | 22 de maig de 1993     |                                |  |
| Ilaria Sanguineti | 15 de abril de 1994    |                                |  |
| Doris Schweizer | 28 de agost de 1989    | Fassa Bortolo-Servetto (2012)  |  |
| Silvia Valsecchi | 19 de juliol de 1982   | Top Girls-Fassa Bortolo (2011) |  |
| Georgia Williams (18 de feb–31 de des) | 25 de agost de 1993    |                                |  |
| Małgorzata Wojtyra | 21 de setembre de 1989 |                                |  |
| Petra Zrimšek | 19 de maig de 1988     |                                |  |
| |                        |                                |  |
| Font: UCI |                        |                                |  |

| \| Llista de l'equip 2014 \| Llista de l'equip 2014 \| Llista de l'equip 2014 \| Llista de l'equip 2014 \| \| Ciclista \| Data de naixement \| Equip previ \| \| \| ------------------------------------------------ \| ---------------------- \| ------------------------------ \| ---------------------- \| \| Alice Algisi \| 10 de març de 1993 \| \| \| \| Alena Amialiússik \| 6 de febrer de 1989 \| ISD-Sport-Donetsk (2010) \| \| \| Alice Maria Arzuffi \| 19 de novembre de 1994 \| Faren-Let's Go Finland (2013) \| \| \| Marzhan Baitleuova \| 12 de març de 1994 \| \| \| \| Noemi Cantele (1 de gen–30 de juny) \| 17 de juliol de 1981 \| Garmin-Cervélo (2011) \| \| \| Ana Maria Covrig \| 8 de desembre de 1994 \| \| \| \| Ksénia Dobrínina \| 11 de gener de 1994 \| RusVelo (2013) \| \| \| Simona Frapporti \| 14 de juliol de 1988 \| Top Girls-Fassa Bortolo (2011) \| \| \| Michela Maltese \| 20 de abril de 1995 \| \| \| \| Dalia Muccioli \| 22 de maig de 1993 \| \| \| \| Doris Schweizer \| 28 de agost de 1989 \| Fassa Bortolo-Servetto (2012) \| \| \| Anna Zita Maria Stricker \| 3 de juliol de 1994 \| MCipollini-Giordana (2013) \| \| \| Alison Tetrick (1 de ago–31 de des) \| 4 de abril de 1985 \| Twenty16 (2014) \| \| \| Kseniya Tuhai (30 de maig–31 de des) \| 1 de juliol de 1995 \| \| \| \| Makhabbat Umutzhanova (13 de març–31 de des) \| 11 de agost de 1994 \| \| \| \| Silvia Valsecchi \| 19 de juliol de 1982 \| Top Girls-Fassa Bortolo (2011) \| \| \| Georgia Williams \| 25 de agost de 1993 \| \| \| \| Susanna Zorzi \| 13 de març de 1992 \| Faren-Kuota (2013) \| \| \| Aliya Kargaliyeva (1 de ago–31 de des, aprenent) \| 22 de març de 1993 \| \| \| \| \| \| \| \| \| Font: UCI \| \| \| \| |                        |                                |  |
| Llista de l'equip 2014 |                        |                                |  |
| Ciclista | Data de naixement      | Equip previ                    |  |
| Alice Algisi | 10 de març de 1993     |                                |  |
| Alena Amialiússik | 6 de febrer de 1989    | ISD-Sport-Donetsk (2010)       |  |
| Alice Maria Arzuffi | 19 de novembre de 1994 | Faren-Let's Go Finland (2013)  |  |
| Marzhan Baitleuova | 12 de març de 1994     |                                |  |
| Noemi Cantele (1 de gen–30 de juny) | 17 de juliol de 1981   | Garmin-Cervélo (2011)          |  |
| Ana Maria Covrig | 8 de desembre de 1994  |                                |  |
| Ksénia Dobrínina | 11 de gener de 1994    | RusVelo (2013)                 |  |
| Simona Frapporti | 14 de juliol de 1988   | Top Girls-Fassa Bortolo (2011) |  |
| Michela Maltese | 20 de abril de 1995    |                                |  |
| Dalia Muccioli | 22 de maig de 1993     |                                |  |
| Doris Schweizer | 28 de agost de 1989    | Fassa Bortolo-Servetto (2012)  |  |
| Anna Zita Maria Stricker | 3 de juliol de 1994    | MCipollini-Giordana (2013)     |  |
| Alison Tetrick (1 de ago–31 de des) | 4 de abril de 1985     | Twenty16 (2014)                |  |
| Kseniya Tuhai (30 de maig–31 de des) | 1 de juliol de 1995    |                                |  |
| Makhabbat Umutzhanova (13 de març–31 de des) | 11 de agost de 1994    |                                |  |
| Silvia Valsecchi | 19 de juliol de 1982   | Top Girls-Fassa Bortolo (2011) |  |
| Georgia Williams | 25 de agost de 1993    |                                |  |
| Susanna Zorzi | 13 de març de 1992     | Faren-Kuota (2013)             |  |
| Aliya Kargaliyeva (1 de ago–31 de des, aprenent) | 22 de març de 1993     |                                |  |
| |                        |                                |  |
| Font: UCI |                        |                                |  |

| \| Llista de l'equip 2015 \| Llista de l'equip 2015 \| Llista de l'equip 2015 \| Llista de l'equip 2015 \| \| Ciclista \| Data de naixement \| Equip previ \| \| \| -------------------------------------- \| ---------------------- \| ------------------------------ \| ---------------------- \| \| Ilaria Bonomi \| 13 de maig de 1995 \| Alé Cipollini (2014) \| \| \| Simona Bortolotti \| 6 de desembre de 1994 \| Servetto Footon (2014) \| \| \| Ana Maria Covrig \| 8 de desembre de 1994 \| \| \| \| Anastassia Txulkova \| 7 de març de 1985 \| RusVelo (2014) \| \| \| Lindsay Marie Fox (1 de ago–31 de des) \| 5 de juliol de 1983 \| \| \| \| Giorgia Fraiegari \| 18 de juliol de 1995 \| \| \| \| Ruby Livingstone \| 12 de març de 1993 \| \| \| \| Michela Maltese \| 20 de abril de 1995 \| \| \| \| Tereza Medvedová \| 27 de març de 1996 \| \| \| \| Amber Neben (1 de ago–31 de des) \| 18 de febrer de 1975 \| Pasta Zara-Cogeas (2013) \| \| \| Jaime Nielsen \| 3 de setembre de 1985 \| \| \| \| Lenore Pipes (23 de ago–31 de des) \| 1988 \| Colavita–Fine Cooking (2014) \| \| \| Ilaria Sanguineti \| 15 de abril de 1994 \| \| \| \| Kseniya Tuhai \| 1 de juliol de 1995 \| \| \| \| Silvia Valsecchi \| 19 de juliol de 1982 \| Top Girls-Fassa Bortolo (2011) \| \| \| Georgia Williams \| 25 de agost de 1993 \| \| \| \| \| \| \| \| \| Font: ProCyclingStats \| \| \| \| |                       |                                |  |
| Llista de l'equip 2015 |                       |                                |  |
| Ciclista | Data de naixement     | Equip previ                    |  |
| Ilaria Bonomi | 13 de maig de 1995    | Alé Cipollini (2014)           |  |
| Simona Bortolotti | 6 de desembre de 1994 | Servetto Footon (2014)         |  |
| Ana Maria Covrig | 8 de desembre de 1994 |                                |  |
| Anastassia Txulkova | 7 de març de 1985     | RusVelo (2014)                 |  |
| Lindsay Marie Fox (1 de ago–31 de des) | 5 de juliol de 1983   |                                |  |
| Giorgia Fraiegari | 18 de juliol de 1995  |                                |  |
| Ruby Livingstone | 12 de març de 1993    |                                |  |
| Michela Maltese | 20 de abril de 1995   |                                |  |
| Tereza Medvedová | 27 de març de 1996    |                                |  |
| Amber Neben (1 de ago–31 de des) | 18 de febrer de 1975  | Pasta Zara-Cogeas (2013)       |  |
| Jaime Nielsen | 3 de setembre de 1985 |                                |  |
| Lenore Pipes (23 de ago–31 de des) | 1988                  | Colavita–Fine Cooking (2014)   |  |
| Ilaria Sanguineti | 15 de abril de 1994   |                                |  |
| Kseniya Tuhai | 1 de juliol de 1995   |                                |  |
| Silvia Valsecchi | 19 de juliol de 1982  | Top Girls-Fassa Bortolo (2011) |  |
| Georgia Williams | 25 de agost de 1993   |                                |  |
| |                       |                                |  |
| Font: ProCyclingStats |                       |                                |  |

| \| Llista de l'equip 2016 \| Llista de l'equip 2016 \| Llista de l'equip 2016 \| Llista de l'equip 2016 \| \| Ciclista \| Data de naixement \| Equip previ \| \| \| ---------------------------------------- \| ---------------------- \| ------------------------------------- \| ---------------------- \| \| Lex Albrecht \| 6 de abril de 1987 \| Optum-Kelly Benefit Strategies (2015) \| \| \| Elena Bissolati \| 10 de gener de 1997 \| \| \| \| Simona Bortolotti \| 6 de desembre de 1994 \| Servetto Footon (2014) \| \| \| Giorgia Fraiegari \| 18 de juliol de 1995 \| \| \| \| Tereza Medvedová \| 27 de març de 1996 \| \| \| \| Giulia Nanni \| 14 de abril de 1997 \| \| \| \| Amber Neben \| 18 de febrer de 1975 \| Pasta Zara-Cogeas (2013) \| \| \| Lenore Pipes \| 1988 \| Colavita–Fine Cooking (2014) \| \| \| Ilaria Sanguineti \| 15 de abril de 1994 \| \| \| \| Tatiana Shamanova (26 de jul–31 de des) \| 18 de gener de 1992 \| \| \| \| Kseniya Tuhai \| 1 de juliol de 1995 \| \| \| \| Olga Zabelínskaia (17 de març–31 de des) \| 10 de maig de 1980 \| RusVelo (2014) \| \| \| Jaime Nielsen \| 3 de setembre de 1985 \| \| \| \| Francesca Pattaro \| 12 de març de 1995 \| \| \| \| Silvia Valsecchi \| 19 de juliol de 1982 \| Top Girls-Fassa Bortolo (2011) \| \| \| Georgia Williams \| 25 de agost de 1993 \| \| \| \| \| \| \| \| \| Font: UCI \| \| \| \| |                       |                                       |  |
| Llista de l'equip 2016 |                       |                                       |  |
| Ciclista | Data de naixement     | Equip previ                           |  |
| Lex Albrecht | 6 de abril de 1987    | Optum-Kelly Benefit Strategies (2015) |  |
| Elena Bissolati | 10 de gener de 1997   |                                       |  |
| Simona Bortolotti | 6 de desembre de 1994 | Servetto Footon (2014)                |  |
| Giorgia Fraiegari | 18 de juliol de 1995  |                                       |  |
| Tereza Medvedová | 27 de març de 1996    |                                       |  |
| Giulia Nanni | 14 de abril de 1997   |                                       |  |
| Amber Neben | 18 de febrer de 1975  | Pasta Zara-Cogeas (2013)              |  |
| Lenore Pipes | 1988                  | Colavita–Fine Cooking (2014)          |  |
| Ilaria Sanguineti | 15 de abril de 1994   |                                       |  |
| Tatiana Shamanova (26 de jul–31 de des) | 18 de gener de 1992   |                                       |  |
| Kseniya Tuhai | 1 de juliol de 1995   |                                       |  |
| Olga Zabelínskaia (17 de març–31 de des) | 10 de maig de 1980    | RusVelo (2014)                        |  |
| Jaime Nielsen | 3 de setembre de 1985 |                                       |  |
| Francesca Pattaro | 12 de març de 1995    |                                       |  |
| Silvia Valsecchi | 19 de juliol de 1982  | Top Girls-Fassa Bortolo (2011)        |  |
| Georgia Williams | 25 de agost de 1993   |                                       |  |
| |                       |                                       |  |
| Font: UCI |                       |                                       |  |

| \| Llista de l'equip 2017 \| Llista de l'equip 2017 \| Llista de l'equip 2017 \| Llista de l'equip 2017 \| \| Ciclista \| Data de naixement \| Equip previ \| \| \| ------------------------------------------ \| ---------------------- \| ------------------------------ \| ---------------------- \| \| Alison Jackson \| 14 de desembre de 1988 \| Twenty16-Ridebiker (2016) \| \| \| Tereza Medvedová \| 27 de març de 1996 \| \| \| \| Giulia Nanni \| 14 de abril de 1997 \| \| \| \| Nikola Nosková (12 de maig–31 de des) \| 1 de juliol de 1997 \| \| \| \| Francesca Pattaro \| 12 de març de 1995 \| \| \| \| Katia Ragusa \| 19 de maig de 1997 \| Servetto Footon (2016) \| \| \| Ilaria Sanguineti \| 15 de abril de 1994 \| \| \| \| Tatiana Shamanova \| 18 de gener de 1992 \| \| \| \| Maria Vittoria Sperotto \| 20 de novembre de 1996 \| Servetto Footon (2016) \| \| \| Margarita Siradoieva (14 de feb–31 de des) \| 6 de abril de 1995 \| \| \| \| Anastassia Txulkova \| 7 de març de 1985 \| RusVelo (2014) \| \| \| Kseniya Tuhai \| 1 de juliol de 1995 \| \| \| \| Silvia Valsecchi \| 19 de juliol de 1982 \| Top Girls-Fassa Bortolo (2011) \| \| \| Olga Zabelínskaia \| 10 de maig de 1980 \| RusVelo (2014) \| \| \| Ekaterina Anoshina (17 de juny–31 de des) \| 26 de abril de 1991 \| RusVelo (2014) \| \| \| \| \| \| \| \| Font: Cycling Archives \| \| \| \| |                        |                                |  |
| Llista de l'equip 2017 |                        |                                |  |
| Ciclista | Data de naixement      | Equip previ                    |  |
| Alison Jackson | 14 de desembre de 1988 | Twenty16-Ridebiker (2016)      |  |
| Tereza Medvedová | 27 de març de 1996     |                                |  |
| Giulia Nanni | 14 de abril de 1997    |                                |  |
| Nikola Nosková (12 de maig–31 de des) | 1 de juliol de 1997    |                                |  |
| Francesca Pattaro | 12 de març de 1995     |                                |  |
| Katia Ragusa | 19 de maig de 1997     | Servetto Footon (2016)         |  |
| Ilaria Sanguineti | 15 de abril de 1994    |                                |  |
| Tatiana Shamanova | 18 de gener de 1992    |                                |  |
| Maria Vittoria Sperotto | 20 de novembre de 1996 | Servetto Footon (2016)         |  |
| Margarita Siradoieva (14 de feb–31 de des) | 6 de abril de 1995     |                                |  |
| Anastassia Txulkova | 7 de març de 1985      | RusVelo (2014)                 |  |
| Kseniya Tuhai | 1 de juliol de 1995    |                                |  |
| Silvia Valsecchi | 19 de juliol de 1982   | Top Girls-Fassa Bortolo (2011) |  |
| Olga Zabelínskaia | 10 de maig de 1980     | RusVelo (2014)                 |  |
| Ekaterina Anoshina (17 de juny–31 de des) | 26 de abril de 1991    | RusVelo (2014)                 |  |
| |                        |                                |  |
| Font: Cycling Archives |                        |                                |  |

| \| Llista de l'equip 2018 \| Llista de l'equip 2018 \| Llista de l'equip 2018 \| Llista de l'equip 2018 \| \| Ciclista \| Data de naixement \| Equip previ \| \| \| ------------------------------------- \| ---------------------- \| ---------------------------------- \| ---------------------- \| \| Letizia Borghesi \| 16 de octubre de 1998 \| Servetto Giusta (2017) \| \| \| Erica Magnaldi \| 24 de agost de 1992 \| \| \| \| Tereza Medvedová \| 27 de març de 1996 \| \| \| \| Lisa Morzenti \| 23 de gener de 1998 \| Astana Women's Team (2017) \| \| \| Nikola Nosková \| 1 de juliol de 1997 \| \| \| \| Francesca Pattaro \| 12 de març de 1995 \| \| \| \| Katia Ragusa \| 19 de maig de 1997 \| Servetto Footon (2016) \| \| \| Maria Vittoria Sperotto \| 20 de novembre de 1996 \| Servetto Footon (2016) \| \| \| Silvia Valsecchi \| 19 de juliol de 1982 \| Top Girls-Fassa Bortolo (2011) \| \| \| Tatiana Guderzo (1 de jul–31 de des) \| 22 de agost de 1984 \| Lensworld-Kuota (2017) \| \| \| Nicole Steigenga (1 de jul–31 de des) \| 27 de gener de 1998 \| Parkhotel Valkenburg-Destil (2017) \| \| \| \| \| \| \| \| Font: UCI \| \| \| \| |                        |                                    |  |
| Llista de l'equip 2018 |                        |                                    |  |
| Ciclista | Data de naixement      | Equip previ                        |  |
| Letizia Borghesi | 16 de octubre de 1998  | Servetto Giusta (2017)             |  |
| Erica Magnaldi | 24 de agost de 1992    |                                    |  |
| Tereza Medvedová | 27 de març de 1996     |                                    |  |
| Lisa Morzenti | 23 de gener de 1998    | Astana Women's Team (2017)         |  |
| Nikola Nosková | 1 de juliol de 1997    |                                    |  |
| Francesca Pattaro | 12 de març de 1995     |                                    |  |
| Katia Ragusa | 19 de maig de 1997     | Servetto Footon (2016)             |  |
| Maria Vittoria Sperotto | 20 de novembre de 1996 | Servetto Footon (2016)             |  |
| Silvia Valsecchi | 19 de juliol de 1982   | Top Girls-Fassa Bortolo (2011)     |  |
| Tatiana Guderzo (1 de jul–31 de des) | 22 de agost de 1984    | Lensworld-Kuota (2017)             |  |
| Nicole Steigenga (1 de jul–31 de des) | 27 de gener de 1998    | Parkhotel Valkenburg-Destil (2017) |  |
| |                        |                                    |  |
| Font: UCI |                        |                                    |  |

| \| Llista de l'equip 2019 \| Llista de l'equip 2019 \| Llista de l'equip 2019 \| Llista de l'equip 2019 \| \| Ciclista \| Data de naixement \| Equip previ \| \| \| -------------------------------------- \| ---------------------- \| -------------------------------- \| ---------------------- \| \| Rachele Barbieri \| 21 de febrer de 1997 \| Wiggle High5 (2018) \| \| \| Vania Canvelli \| 21 de octubre de 1997 \| Top Girls Fassa Bortolo (2018) \| \| \| Tatiana Guderzo \| 22 de agost de 1984 \| Hitec Products-Birk Sport (2018) \| \| \| Silvia Magri \| 17 de octubre de 2000 \| \| \| \| Tereza Medvedová (1 de gen–13 de ago) \| 27 de març de 1996 \| \| \| \| Francesca Pattaro \| 12 de març de 1995 \| \| \| \| Chiara Perini \| 9 de desembre de 1997 \| Top Girls Fassa Bortolo (2018) \| \| \| Katia Ragusa \| 19 de maig de 1997 \| Servetto Footon (2016) \| \| \| Gloria Scarsi \| 30 de setembre de 2000 \| \| \| \| Nicole Steigenga \| 27 de gener de 1998 \| Swaboladies.nl (2018) \| \| \| Silvia Valsecchi \| 19 de juliol de 1982 \| Top Girls-Fassa Bortolo (2011) \| \| \| Melissa van Neck (19 de jul–31 de des) \| 13 de octubre de 1991 \| Team Dukla Praha (2018) \| \| \| Silvia Zanardi \| 3 de març de 2000 \| \| \| \| \| \| \| \| \| Font: UCI \| \| \| \| |                        |                                  |  |
| Llista de l'equip 2019 |                        |                                  |  |
| Ciclista | Data de naixement      | Equip previ                      |  |
| Rachele Barbieri | 21 de febrer de 1997   | Wiggle High5 (2018)              |  |
| Vania Canvelli | 21 de octubre de 1997  | Top Girls Fassa Bortolo (2018)   |  |
| Tatiana Guderzo | 22 de agost de 1984    | Hitec Products-Birk Sport (2018) |  |
| Silvia Magri | 17 de octubre de 2000  |                                  |  |
| Tereza Medvedová (1 de gen–13 de ago) | 27 de març de 1996     |                                  |  |
| Francesca Pattaro | 12 de març de 1995     |                                  |  |
| Chiara Perini | 9 de desembre de 1997  | Top Girls Fassa Bortolo (2018)   |  |
| Katia Ragusa | 19 de maig de 1997     | Servetto Footon (2016)           |  |
| Gloria Scarsi | 30 de setembre de 2000 |                                  |  |
| Nicole Steigenga | 27 de gener de 1998    | Swaboladies.nl (2018)            |  |
| Silvia Valsecchi | 19 de juliol de 1982   | Top Girls-Fassa Bortolo (2011)   |  |
| Melissa van Neck (19 de jul–31 de des) | 13 de octubre de 1991  | Team Dukla Praha (2018)          |  |
| Silvia Zanardi | 3 de març de 2000      |                                  |  |
| |                        |                                  |  |
| Font: UCI |                        |                                  |  |

| \| Llista de l'equip 2020 \| Llista de l'equip 2020 \| Llista de l'equip 2020 \| Llista de l'equip 2020 \| \| Ciclista \| Data de naixement \| Equip previ \| \| \| ---------------------- \| ---------------------- \| ------------------------------------ \| ---------------------- \| \| Camilla Alessio \| 23 de juliol de 2001 \| \| \| \| Grace Anderson \| 9 de juliol de 1997 \| Drops (2019) \| \| \| Vania Canvelli \| 21 de octubre de 1997 \| Top Girls Fassa Bortolo (2018) \| \| \| Giorgia Catarzi \| 15 de juny de 2001 \| \| \| \| Simona Frapporti \| 14 de juliol de 1988 \| Hitec Products-Birk Sport (2018) \| \| \| Markéta Hájková \| 14 de març de 2000 \| Servetto-Piumate-Beltrami TSA (2019) \| \| \| Valentina Landuzzi \| 18 de maig de 1994 \| \| \| \| Chiara Perini \| 9 de desembre de 1997 \| Top Girls Fassa Bortolo (2018) \| \| \| Silvia Valsecchi \| 19 de juliol de 1982 \| Top Girls-Fassa Bortolo (2011) \| \| \| Melissa van Neck \| 13 de octubre de 1991 \| Team Dukla Praha (2018) \| \| \| Silvia Zanardi \| 3 de març de 2000 \| \| \| \| \| \| \| \| \| Font: UCI \| \| \| \| |                       |                                      |  |
| Llista de l'equip 2020 |                       |                                      |  |
| Ciclista | Data de naixement     | Equip previ                          |  |
| Camilla Alessio | 23 de juliol de 2001  |                                      |  |
| Grace Anderson | 9 de juliol de 1997   | Drops (2019)                         |  |
| Vania Canvelli | 21 de octubre de 1997 | Top Girls Fassa Bortolo (2018)       |  |
| Giorgia Catarzi | 15 de juny de 2001    |                                      |  |
| Simona Frapporti | 14 de juliol de 1988  | Hitec Products-Birk Sport (2018)     |  |
| Markéta Hájková | 14 de març de 2000    | Servetto-Piumate-Beltrami TSA (2019) |  |
| Valentina Landuzzi | 18 de maig de 1994    |                                      |  |
| Chiara Perini | 9 de desembre de 1997 | Top Girls Fassa Bortolo (2018)       |  |
| Silvia Valsecchi | 19 de juliol de 1982  | Top Girls-Fassa Bortolo (2011)       |  |
| Melissa van Neck | 13 de octubre de 1991 | Team Dukla Praha (2018)              |  |
| Silvia Zanardi | 3 de març de 2000     |                                      |  |
| |                       |                                      |  |
| Font: UCI |                       |                                      |  |

| \| Llista de l'equip 2021 \| Llista de l'equip 2021 \| Llista de l'equip 2021 \| Llista de l'equip 2021 \| \| Ciclista \| Data de naixement \| Equip previ \| \| \| ----------------------------------------- \| ---------------------- \| ------------------------------------ \| ---------------------- \| \| Camilla Alessio \| 23 de juliol de 2001 \| \| \| \| Vania Canvelli \| 21 de octubre de 1997 \| Top Girls Fassa Bortolo (2018) \| \| \| Giorgia Catarzi \| 15 de juny de 2001 \| \| \| \| Henrietta Christie (28 de maig–31 de des) \| 23 de gener de 2002 \| \| \| \| Lara Crestanello \| 21 de març de 2002 \| \| \| \| Michaela Drummond \| 5 de abril de 1998 \| DNA Pro Cycling (2020) \| \| \| Simona Frapporti (1 de gen–28 de feb) \| 14 de juliol de 1988 \| Hitec Products-Birk Sport (2018) \| \| \| Markéta Hájková \| 14 de març de 2000 \| Servetto-Piumate-Beltrami TSA (2019) \| \| \| Nora Jenčušová \| 14 de abril de 2002 \| \| \| \| Kate McCarthy \| 6 de maig de 1995 \| \| \| \| Chiara Perini \| 9 de desembre de 1997 \| Top Girls Fassa Bortolo (2018) \| \| \| Nadia Quagliotto \| 22 de març de 1997 \| Cronos-Casa Dorada (2020) \| \| \| Prisca Savi \| 21 de març de 2002 \| \| \| \| Silvia Valsecchi \| 19 de juliol de 1982 \| Top Girls-Fassa Bortolo (2011) \| \| \| Matilde Vitillo \| 8 de març de 2001 \| \| \| \| Silvia Zanardi \| 3 de març de 2000 \| \| \| \| \| \| \| \| \| Font: ProCyclingStats \| \| \| \| |                       |                                      |  |
| Llista de l'equip 2021 |                       |                                      |  |
| Ciclista | Data de naixement     | Equip previ                          |  |
| Camilla Alessio | 23 de juliol de 2001  |                                      |  |
| Vania Canvelli | 21 de octubre de 1997 | Top Girls Fassa Bortolo (2018)       |  |
| Giorgia Catarzi | 15 de juny de 2001    |                                      |  |
| Henrietta Christie (28 de maig–31 de des) | 23 de gener de 2002   |                                      |  |
| Lara Crestanello | 21 de març de 2002    |                                      |  |
| Michaela Drummond | 5 de abril de 1998    | DNA Pro Cycling (2020)               |  |
| Simona Frapporti (1 de gen–28 de feb) | 14 de juliol de 1988  | Hitec Products-Birk Sport (2018)     |  |
| Markéta Hájková | 14 de març de 2000    | Servetto-Piumate-Beltrami TSA (2019) |  |
| Nora Jenčušová | 14 de abril de 2002   |                                      |  |
| Kate McCarthy | 6 de maig de 1995     |                                      |  |
| Chiara Perini | 9 de desembre de 1997 | Top Girls Fassa Bortolo (2018)       |  |
| Nadia Quagliotto | 22 de març de 1997    | Cronos-Casa Dorada (2020)            |  |
| Prisca Savi | 21 de març de 2002    |                                      |  |
| Silvia Valsecchi | 19 de juliol de 1982  | Top Girls-Fassa Bortolo (2011)       |  |
| Matilde Vitillo | 8 de març de 2001     |                                      |  |
| Silvia Zanardi | 3 de març de 2000     |                                      |  |
| |                       |                                      |  |
| Font: ProCyclingStats |                       |                                      |  |

| \| Llista de l'equip 2022 \| Llista de l'equip 2022 \| Llista de l'equip 2022 \| Llista de l'equip 2022 \| \| Ciclista \| Data de naixement \| Equip previ \| \| \| ------------------------- \| ---------------------- \| ------------------------------------ \| ---------------------- \| \| Valentina Basilico \| 17 de abril de 2003 \| \| \| \| Letizia Brufani \| 23 de febrer de 2002 \| \| \| \| Lara Crestanello \| 21 de març de 2002 \| \| \| \| Giorgia Dioguardi \| 30 de agost de 2002 \| \| \| \| Michaela Drummond \| 5 de abril de 1998 \| DNA Pro Cycling (2020) \| \| \| Elisabet Escursell Valero \| 30 de octubre de 1996 \| Río Miera-Cantabria Deporte (2021) \| \| \| Markéta Hájková \| 14 de març de 2000 \| Servetto-Piumate-Beltrami TSA (2019) \| \| \| Nora Jenčušová \| 14 de abril de 2002 \| \| \| \| Nadia Quagliotto \| 22 de març de 1997 \| Cronos-Casa Dorada (2020) \| \| \| Prisca Savi \| 21 de març de 2002 \| \| \| \| Jade Teolis \| 12 de gener de 2002 \| A.R. Monex Women's (2021) \| \| \| Matilde Vitillo \| 8 de març de 2001 \| \| \| \| Silvia Zanardi \| 3 de març de 2000 \| \| \| \| \| \| \| \| \| Font: UCI \| \| \| \| |                       |                                      |  |
| Llista de l'equip 2022 |                       |                                      |  |
| Ciclista | Data de naixement     | Equip previ                          |  |
| Valentina Basilico | 17 de abril de 2003   |                                      |  |
| Letizia Brufani | 23 de febrer de 2002  |                                      |  |
| Lara Crestanello | 21 de març de 2002    |                                      |  |
| Giorgia Dioguardi | 30 de agost de 2002   |                                      |  |
| Michaela Drummond | 5 de abril de 1998    | DNA Pro Cycling (2020)               |  |
| Elisabet Escursell Valero | 30 de octubre de 1996 | Río Miera-Cantabria Deporte (2021)   |  |
| Markéta Hájková | 14 de març de 2000    | Servetto-Piumate-Beltrami TSA (2019) |  |
| Nora Jenčušová | 14 de abril de 2002   |                                      |  |
| Nadia Quagliotto | 22 de març de 1997    | Cronos-Casa Dorada (2020)            |  |
| Prisca Savi | 21 de març de 2002    |                                      |  |
| Jade Teolis | 12 de gener de 2002   | A.R. Monex Women's (2021)            |  |
| Matilde Vitillo | 8 de març de 2001     |                                      |  |
| Silvia Zanardi | 3 de març de 2000     |                                      |  |
| |                       |                                      |  |
| Font: UCI |                       |                                      |  |

| \| Llista de l'equip 2023 \| Llista de l'equip 2023 \| Llista de l'equip 2023 \| Llista de l'equip 2023 \| \| Ciclista \| Data de naixement \| Equip previ \| \| \| ----------------------- \| ---------------------- \| ------------------------------ \| ---------------------- \| \| Valentina Basilico \| 17 de abril de 2003 \| \| \| \| Letizia Brufani \| 23 de febrer de 2002 \| \| \| \| Andrea Casagranda \| 22 de setembre de 2004 \| \| \| \| Lara Crestanello \| 21 de març de 2002 \| \| \| \| Ziortza Isasi Cristóbal \| 5 de agost de 1995 \| Eneicat-RBH (2022) \| \| \| Nora Jenčušová \| 14 de abril de 2002 \| \| \| \| Alessia Patuelli \| 22 de desembre de 2002 \| UAE Team ADQ (2022) \| \| \| Prisca Savi \| 21 de març de 2002 \| \| \| \| Jade Teolis \| 12 de gener de 2002 \| A.R. Monex Women's (2021) \| \| \| Giorgia Vettorello \| 6 de juliol de 2000 \| Top Girls Fassa Bortolo (2022) \| \| \| Matilde Vitillo \| 8 de març de 2001 \| \| \| \| Silvia Zanardi \| 3 de març de 2000 \| \| \| \| \| \| \| \| \| Font: ProCyclingStats \| \| \| \| |                        |                                |  |
| Llista de l'equip 2023 |                        |                                |  |
| Ciclista | Data de naixement      | Equip previ                    |  |
| Valentina Basilico | 17 de abril de 2003    |                                |  |
| Letizia Brufani | 23 de febrer de 2002   |                                |  |
| Andrea Casagranda | 22 de setembre de 2004 |                                |  |
| Lara Crestanello | 21 de març de 2002     |                                |  |
| Ziortza Isasi Cristóbal | 5 de agost de 1995     | Eneicat-RBH (2022)             |  |
| Nora Jenčušová | 14 de abril de 2002    |                                |  |
| Alessia Patuelli | 22 de desembre de 2002 | UAE Team ADQ (2022)            |  |
| Prisca Savi | 21 de març de 2002     |                                |  |
| Jade Teolis | 12 de gener de 2002    | A.R. Monex Women's (2021)      |  |
| Giorgia Vettorello | 6 de juliol de 2000    | Top Girls Fassa Bortolo (2022) |  |
| Matilde Vitillo | 8 de març de 2001      |                                |  |
| Silvia Zanardi | 3 de març de 2000      |                                |  |
| |                        |                                |  |
| Font: ProCyclingStats |                        |                                |  |

| \| Llista de l'equip 2024 \| Llista de l'equip 2024 \| Llista de l'equip 2024 \| Llista de l'equip 2024 \| \| Ciclista \| Data de naixement \| Equip previ \| \| \| ------------------------------------- \| ---------------------- \| ------------------------------------------------------ \| ---------------------- \| \| Samantha Arnaudo \| 22 de maig de 1993 \| \| \| \| Irene Cagnazzo \| 5 de juliol de 2005 \| \| \| \| Andrea Casagranda \| 22 de setembre de 2004 \| \| \| \| Carmela Cipriani (1 de abr–31 de des) \| 11 de novembre de 1996 \| Isolmant-Premac-Vittoria (2023) \| \| \| Selene Colombi (1 de març–31 de des) \| 30 de juny de 1990 \| \| \| \| Vittoria Grassi \| 14 de juliol de 2005 \| \| \| \| Nora Jenčušová \| 14 de abril de 2002 \| \| \| \| Karolina Karasiewicz \| 23 de juliol de 1992 \| Torelli (2023) \| \| \| Ana Vitória Magalhães \| 24 de octubre de 2000 \| Bizkaia-Durango (2023) \| \| \| Angela Oro \| 27 de maig de 2002 \| Team Mendelspeck (2023) \| \| \| Beatrice Pozzobon \| 23 de maig de 2001 \| Team Mendelspeck (2023) \| \| \| Prisca Savi \| 21 de març de 2002 \| \| \| \| Cybèle Schneider \| 13 de febrer de 1996 \| \| \| \| Martina Testa \| 17 de juliol de 2005 \| \| \| \| Monica Trinca Colonel \| 21 de maig de 1999 \| \| \| \| Elisa Valtulini \| 28 de desembre de 2004 \| GB Junior Team Piemonte Pedale Castanese A.S.D. (2023) \| \| \| \| \| \| \| \| Font: ProCyclingStats \| \| \| \| |                        |                                                        |  |
| Llista de l'equip 2024 |                        |                                                        |  |
| Ciclista | Data de naixement      | Equip previ                                            |  |
| Samantha Arnaudo | 22 de maig de 1993     |                                                        |  |
| Irene Cagnazzo | 5 de juliol de 2005    |                                                        |  |
| Andrea Casagranda | 22 de setembre de 2004 |                                                        |  |
| Carmela Cipriani (1 de abr–31 de des) | 11 de novembre de 1996 | Isolmant-Premac-Vittoria (2023)                        |  |
| Selene Colombi (1 de març–31 de des) | 30 de juny de 1990     |                                                        |  |
| Vittoria Grassi | 14 de juliol de 2005   |                                                        |  |
| Nora Jenčušová | 14 de abril de 2002    |                                                        |  |
| Karolina Karasiewicz | 23 de juliol de 1992   | Torelli (2023)                                         |  |
| Ana Vitória Magalhães | 24 de octubre de 2000  | Bizkaia-Durango (2023)                                 |  |
| Angela Oro | 27 de maig de 2002     | Team Mendelspeck (2023)                                |  |
| Beatrice Pozzobon | 23 de maig de 2001     | Team Mendelspeck (2023)                                |  |
| Prisca Savi | 21 de març de 2002     |                                                        |  |
| Cybèle Schneider | 13 de febrer de 1996   |                                                        |  |
| Martina Testa | 17 de juliol de 2005   |                                                        |  |
| Monica Trinca Colonel | 21 de maig de 1999     |                                                        |  |
| Elisa Valtulini | 28 de desembre de 2004 | GB Junior Team Piemonte Pedale Castanese A.S.D. (2023) |  |
| |                        |                                                        |  |
| Font: ProCyclingStats |                        |                                                        |  |